# دوقلو (مجموعه تلویزیونی)
دوقلو (انگلیسی: Twin) یک مجموعهٔ تلویزیونی درام جنایی نروژی است که از ۲۷ اکتبر تا ۱۷ نوامبر ۲۰۱۹ از شبکه دولتی و عمومی ان‌ارکو پخش شد. این مجموعه توسط کریستوفر مِت‌کَلف ساخته شده و نویسندگی و کارگردانی آن را برعهده داشته است. کریستوفر هیویو در نقش دو شخصیت اصلی، اریک و آدام، بازی می‌کند. نخستین نمایش این مجموعه در جشنواره سریز مانیا در شهر لیل، فرانسه در مارس ۲۰۱۹ انجام شد.

## خلاصه داستان
اریک و آدام دو برادر دوقلوی همسان هستند که زندگی‌هایی کاملاً متفاوت از یکدیگر دارند. اریک یک موج‌سوار بی‌پول و بی‌هدف است، در حالی که آدام مردی موفق در خانواده و تجارت. زمانی که اریک پس از پانزده سال برای نخستین بار به سراغ برادرش می‌رود، مشاجره‌ای میان آن‌ها درمی‌گیرد که با حادثه‌ای تلخ به پایان می‌رسد: همسر آدام، اینگرید، تصور می‌کند که ناخواسته باعث مرگ همسرش شده است. اریک در مسیر انتقال آدام به بیمارستان، او را از قایق به داخل آب می‌اندازد و بعداً در کالبدشکافی مشخص می‌شود که آدام در واقع بر اثر غرق‌شدگی جان باخته است.
برای جلوگیری از بازداشت به اتهام قتل غیرعمد و همچنین نجات خانوادهٔ برادرش، اریک به تشویق شدید اینگرید، هویت آدام را می‌پذیرد. اینگرید که پیگیر اوضاع است، بی‌توجه به دو فرزندش، با این تصمیم همراه می‌شود. بزرگ‌ترین چالش اریک، مخفی نگه‌داشتن واقعیت نیست، بلکه وانمود کردن به کسی است که نیست.